# Ocampo, Guanajuato
Ocampo là một đô thị thuộc bang Guanajuato, México. Năm 2005, dân số của đô thị này là 20579 người.